# Helena Ciapała-Zdunek
Helena Kazimiera Ciapała-Zdunek (ur. 2 marca 1949 w Gaboniu) – polska niepełnosprawna lekkoatletka, dwukrotna medalistka paraolimpijska.

## Życiorys
W wieku 7 lat zachorowała na chorobę Heinego-Medina, w wyniku której doznała porażenia obu kończyn dolnych. Sport zaczęła uprawiać podczas nauki w Zakładzie Szkolenia Inwalidów we Wrocławiu. Zawodniczka Startu Wrocław. 
Wzięła udział w Letnich Igrzyskach Paraolimpijskich 1972 w sześciu konkurencjach (startowała w kategorii 3). Najwyższe miejsca osiągnęła w pchnięciu kulą i slalomie, w których zdobyła brązowe medale. Była również blisko miejsca na podium w konkursie rzutu dyskiem – ukończyła go na czwartej pozycji.
W latach 1969–1971 trzykrotnie startowała w światowych igrzyskach niepełnosprawnych w Stoke Mandeville. Najwyższe miejsca zajęła podczas trzeciego startu w 1971 roku – wygrała konkursy pchnięcia kulą, rzutu oszczepem, rzutu dyskiem i wyścigów na wózkach. W 1975 roku na światowych igrzyskach niepełnosprawnych rozgrywanych w Wiedniu, wywalczyła drugie miejsce w wyścigu na wózkach i trzecią pozycję w pchnięciu kulą i rzucie oszczepem.
Z zawodu była krawcową. Z mężem Stanisławem Zdunkiem ma dwie córki – Edytę i Iwonę.

## Igrzyska paraolimpijskie
| Rok  | Miejscowość | Konkurencja               | Wynik     | Pozycja     | Źródło |
| ---- | ----------- | ------------------------- | --------- | ----------- | ------ |
| 1972 | Heidelberg  | Bieg na 60 m na wózkach 3 | 20,30 s   | 11. miejsce | [ 3 ]  |
| 1972 | Heidelberg  | Pchnięcie kulą 3          | 5,12 m    | 3. miejsce  | [ 4 ]  |
| 1972 | Heidelberg  | Rzut dyskiem 3            | 13,18 m   | 4. miejsce  | [ 5 ]  |
| 1972 | Heidelberg  | Rzut oszczepem 3          | 10,09 m   | 10. miejsce | [ 6 ]  |
| 1972 | Heidelberg  | Slalom 3                  | 1:02,50 s | 3. miejsce  | [ 7 ]  |
| 1972 | Heidelberg  | Sztafeta 4 × 40 m open    | 53,20 s   | 9. miejsce  | [ 8 ]  |